# Sous-porteuse

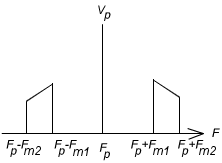
Spectre de fréquence de l'émission radio-AM

Si le signal destiné à moduler une porteuse contient lui-même d'autres signaux déjà modulés, on considère que ces derniers sont modulés sur une sous-porteuse. L'utilisation de sous-porteuses permet le multiplexage de plusieurs signaux au sein d'un même canal de données.

## Applications pratiques des sous-porteuses
- Télévision en couleur

Permet l'intégration du signal de couleur (chrominance) au sein du signal original en noir et blanc, permettant ainsi une transmission simultanée et la compatibilité noir et blanc - couleur. La sous-porteuse est alors de 4,43 MHz en PAL, 3,58 MHz en NTSC, et il y a deux sous-porteuses à 4,40 MHz et 4,25 MHz en SECAM.
- Émissions de radio FM stéréo

Tandis que le signal principal contient le message sonore mono, l'information de stéréo (la différence G-D) est transmise séparément sur une sous-porteuse à 38 kHz. Un signal pilote à 19 kHz est par ailleurs ajouté pour indiquer la présence de la stéréo et permettre le décodage de la sous-porteuse sans risque de déphasage du son (ce qui aurait pour effet d'inverser ou d'annuler l'effet stéréo).
- Son de la télévision

Qu'il s'agisse du son analogique classique ou du son NICAM numérique, celui-ci est modulé sur une sous-porteuse avant d'être inséré dans le signal vidéo qui fait office de signal principal. Les fréquences de sous-porteuses varient de 4 à 6,5 MHz.
- Chiffrement du son

Autrefois utilisé pour un usage militaire (mais tombé en désuétude avec les moyens numériques actuels), le chiffrement du son par modulation de celui-ci sur une sous-porteuse est actuellement utilisé pour le son de la chaîne payante Canal+. Dans ce dernier cas, la fréquence de la sous-porteuse est de 12,8 kHz, ce qui limite la bande passante du signal dans le même ordre de grandeur. Le son de Canal+ est ensuite mélangé à l'image par le biais d'une autre sous-porteuse comme les autres chaînes de télévision.